# Rhonda Shear
Pour les articles homonymes, voir Shear.
Rhonda Shear, née à La Nouvelle-Orléans (Louisiane) le 12 novembre 1954, est une actrice et personnalité médiatique américaine.

## Filmographie

### Au cinéma
- 1976 : Vengeance d'outre-tombe (J.D.'s Revenge) : la fille en 1942
- 1980 : Galaxina : Mime / Robot
- 1984 : Tender Loving Care : Gretchen (vidéo)
- 1984 : Party Games for Adults Only : Michele
- 1985 : Doin' Time : Adrianne
- 1985 : Uniformes et porte-jarretelles (Basic Training) : Debbie
- 1987 : La Folle Histoire de l'espace (Spaceballs) : la femme dans le restaurant
- 1991 : The Roller Blade Seven : Officer Daryl Skates
- 1992 : Legend of the Roller Blade Seven : Officer Daryl Skates
- 1992 : Frogtown II : Fuzzy
- 1995 : Assault of the Party Nerds 2: The Heavy Petting Detective : Tina
- 1996 : Earth Minus Zero : Penny "Poops" Cooper
- 1997 : The Fanatics : Jill Digmie
- 1998 : Desperation Boulevard
- 2003 : Prison-A-Go-Go! : Jackpot
- 2013 : You Are All Going to Die : Rhonda Shear

### À la télévision
- 1979 : Happy Days (série télévisée, 1 épisode) : Michelle
- 1980 : The Misadventures of Sheriff Lobo (série télévisée, 1 épisode) : Janine
- 1982 : Chips (série télévisée, 1 épisode) : Jill
- 1982-1985 : Dallas (série télévisée, 3 épisodes)
- 1983 : Pour l'amour du risque (série télévisée, 1 épisode) : Eva
- 1983 : L'Homme qui tombe à pic (série télévisée, 1 épisode) : Jenny
- 1983 : L'Agence tous risques (série télévisée, 1 épisode) : Bonnie Webb
- 1983 : Three's Company (série télévisée, 1 épisode)
- 1984 : Shérif, fais-moi peur (série télévisée, saison 6, épisode 22 "La confession de Cooter") : Flossie
- 1984 : Mike Hammer (série télévisée, 2 épisodes) : Andrea
- 1985 : Cheers (série télévisée, 1 épisode) : Sydney
- 1990 : La Fête à la maison (série télévisée, 1 épisode) : Kimmy
- 1990 : Mariés, deux enfants (série télévisée, 1 épisode) : Brenda Kostrowski
- 1991 : Doctor Doctor (série télévisée, 1 épisode) : Miss Woonsocket
- 1994 : Les Dessous de Palm Beach (série télévisée, 1 épisode) : Cindy Blaine
- 1997 : Oddville, MTV (série télévisée, 1 épisode)
- 1998 : Unhappily Ever After (série télévisée, 1 épisode) : Beggar Spice
- 2001 : Love Bytes (série télévisée)
- 2013 : The Peter Austin Noto Show (série télévisée, 9 épisodes)

## Distinctions
- Miss Golden Globe à la 40e cérémonie des Golden Globes